# George Cayley

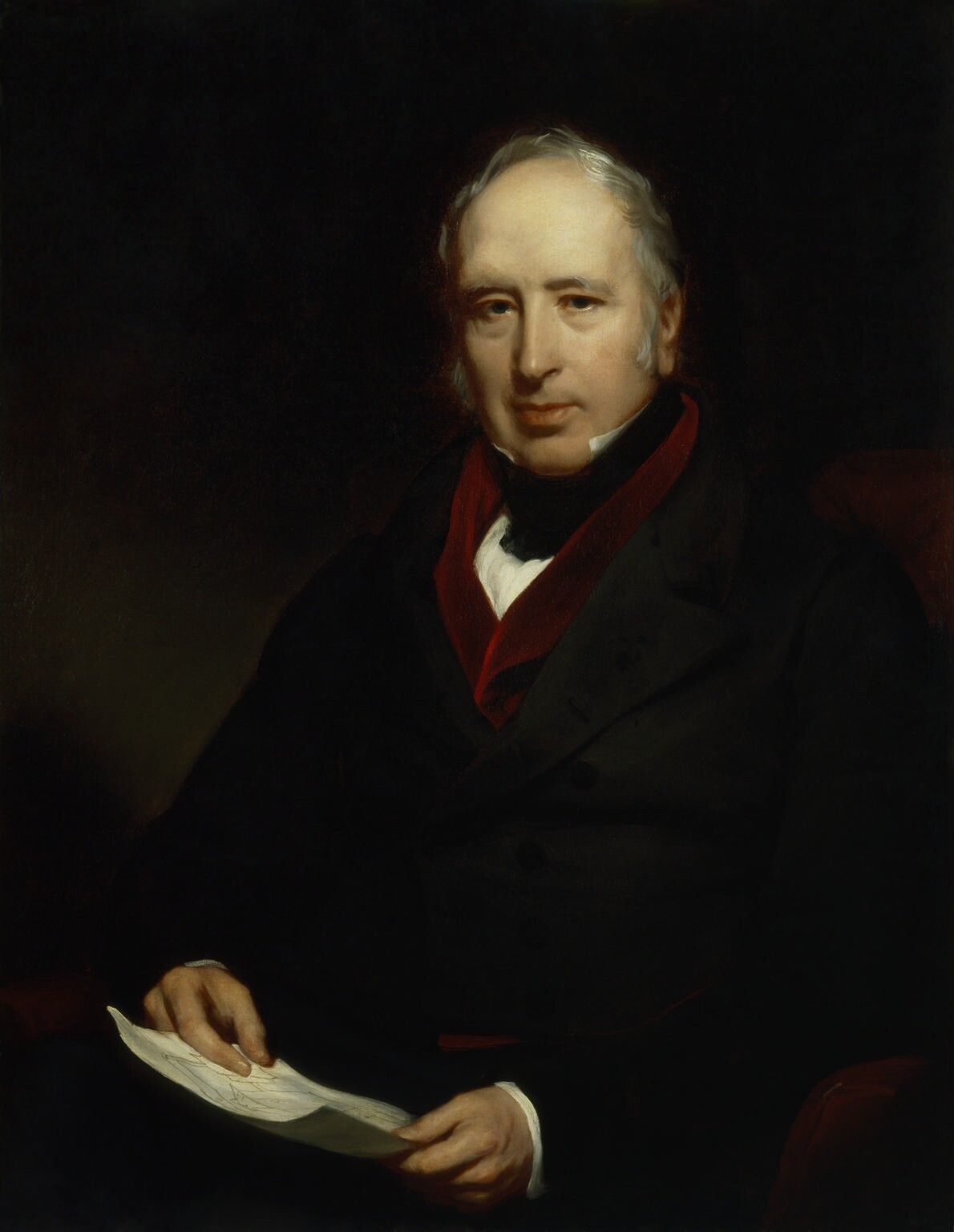
George Cayley

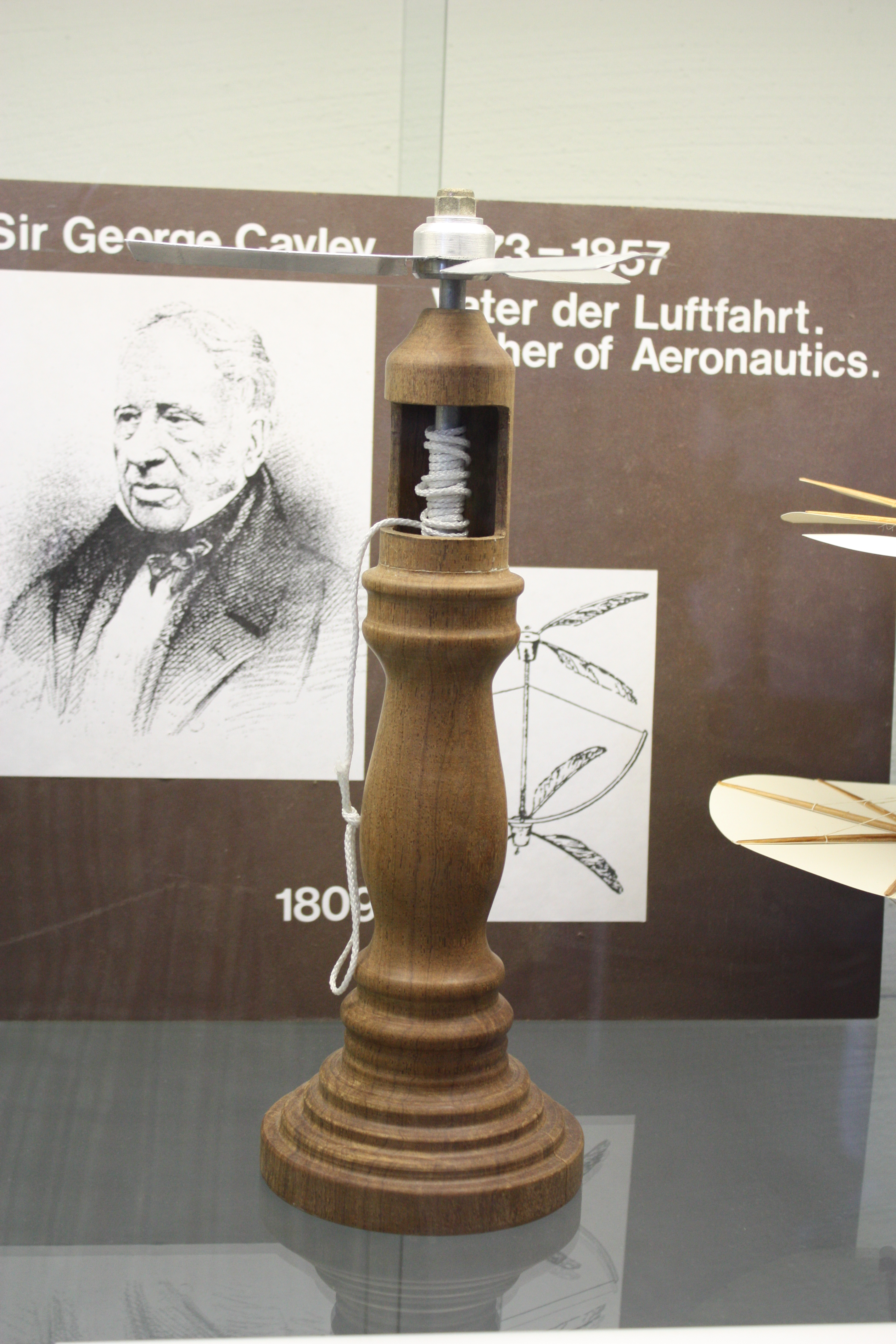

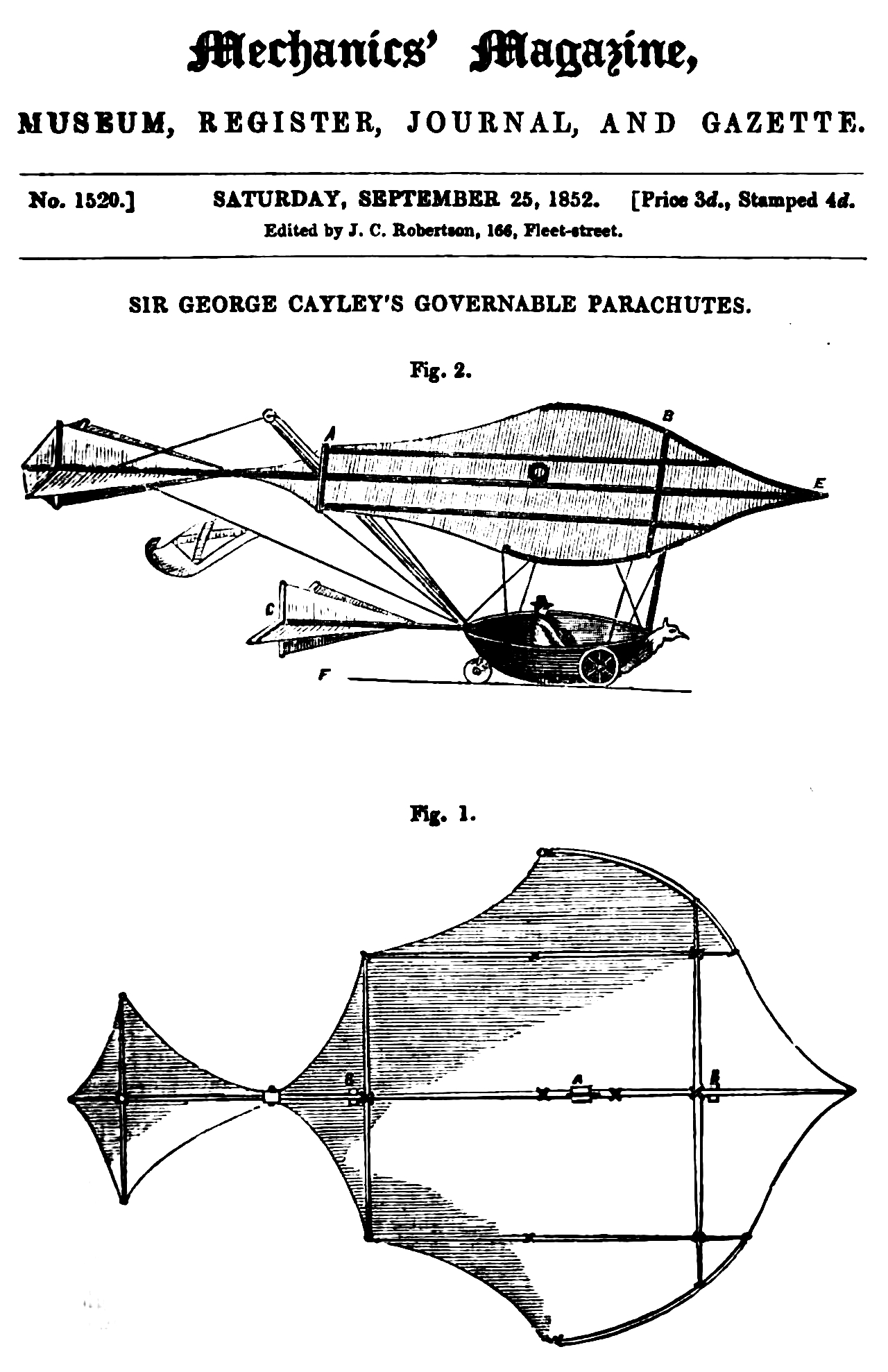
Ilustracja szybowca konstrukcji Cayleya

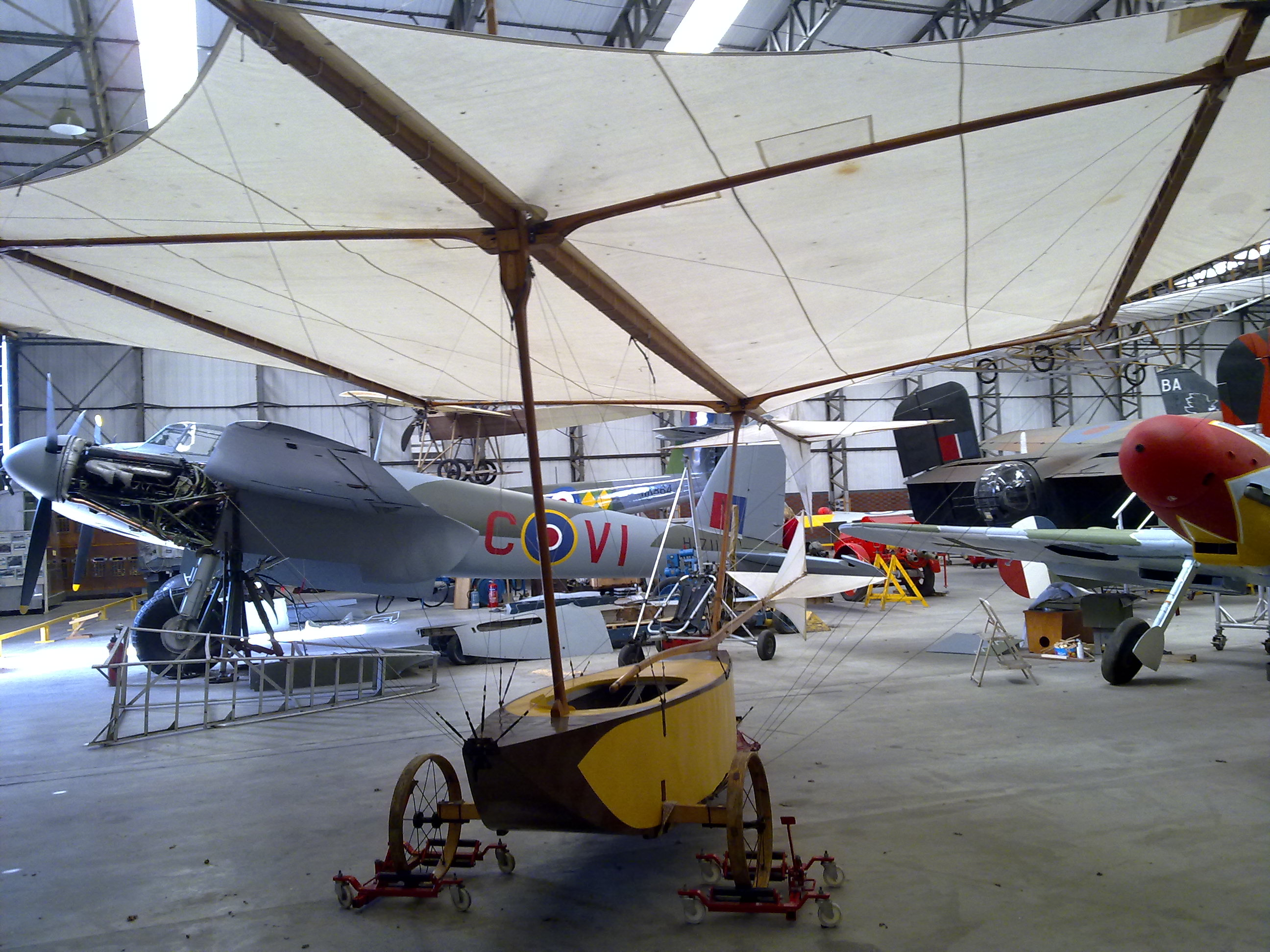

George Cayley (ur. 27 grudnia 1773 w Scarborough, zm. 5 grudnia 1857 w Brompton) – brytyjski inżynier, pionier lotnictwa. Autor prac z dziedziny aeronautyki: teorii lotu, konstrukcji statków latających oraz ich napędzania. Projektował różnorodne statki powietrzne: sterowce, samoloty, szybowce. Już w 1796 roku zbudował model śmigłowca.
Cayley czasami jest nazywany Ojcem Awiacji. Był on pierwszym człowiekiem, który wykorzystywał osiągnięcia i narzędzia współczesnej nauki oraz inżynierii w celu zrozumienia mechanizmu lotu. Jego sukcesem było stworzenie pierwszego na świecie szybowca zdolnego do uniesienia człowieka. Wniósł on również duży wkład w rozwój aerodynamiki.
Posiadał brytyjski tytuł Sir.